# Peter Schieberle
Peter Schieberle (* 14. September 1951 in Menden) ist ein deutscher Lebensmittelchemiker, der seit 1995 Professor an der TU München ist.

## Leben
Schieberle studierte Lebensmittelchemie an den Universitäten Bonn und Aachen und promovierte 1980 an der TU München. Von 1980 bis 1993 war Schieberle Wissenschaftlicher Mitarbeiter an der DFA. Von 1986 bis 1990 forschte er für seine Habilitation an der TU München. 1990 habilitierte er sich in München und wurde Privatdozent. Von 1989 bis 1993 war er Lehrbeauftragter für Lebensmittelchemie an der Universität Erlangen-Nürnberg. 1993 wurde er C3-Professor für Lebensmittelchemie an der Universität Wuppertal. 1995 wurde er zum C4-Professor an die TU München berufen.
Von 1995 bis 2016 war er auch Direktor der Deutschen Forschungsanstalt für Lebensmittelchemie (DFA) in Freising (bis 2010 in Garching). Schieberle ist weiterhin Leiter des Hans-Dieter Belitz-Instituts für Mehl- und Eiweißforschung.
Schieberle forscht vor allem über Aromastoffe und ihre Analytik, darunter auch die Aromastoffe des Bieres. Er war weiterhin an einem BMBF-Projekt zum Thema Acrylamid in Lebensmitteln beteiligt. Schieberle ist seit 2001, Mitautor der Neuauflagen des „Belitz-Grosch“, des wichtigsten deutschen Lehrbuches der Lebensmittelchemie.
Schieberle erhielt 2007 die Joseph-König-Gedenkmünze der Gesellschaft Deutscher Chemiker, 2019 die Hans-Dieter-Belitz-Medaille des Forschungskreises der Ernährungsindustrie.

## Veröffentlichungen (Auswahl)
als Autor
- Compound identification. A journal of agricultural and food chemistry perspective. In: Journal of Agricultural and Food Chemistry, Jg. 55 (2007), S. 4625–4629, ISSN 1520-5118 (zusammen mit Russell J. Molyneux).
- Auf den Geschmack gekommen. Die molekulare Welt des Lebensmittelgenusses. In: Chemie in unserer Zeit, Bd. 35 (2003), Heft 6, S. 388–401 (zusammen mit Thomas Hofmann).
- mit Hans-Dieter Belitz, Werner Grosch: Lehrbuch der Lebensmittelchemie. 6., vollständig überarbeitete Auflage, Springer, Berlin 2001, ISBN 978-3-540-73201-3 (Seit der fünften Auflage 2001 ist Peter Schieberle Mitautor des Lehrbuches).

als Herausgeber
- The Maillard Reaction. Recent Advances in Food and Biomedical Sciences (Annals of the New York Academy of Sciences; Bd. 1126). Wiley, New York 2008, ISBN 978-1-57331-719-1 (zusammen mit Erwin Schleicher und Veronika Somoza).